# Wilhelm Simetsreiter
Wilhelm Simetsreiter (ur. 16 marca 1915 w Monachium, zm. 17 lipca 2001 tamże) – niemiecki piłkarz grający na pozycji pomocnika (lewoskrzydłowego), reprezentant kraju, olimpijczyk z Berlina 1936. Zawodnik Bayernu Monachium.

## Kariera piłkarska
Wilhelm Simetsreiter wychowywał się w dzielnicy Monachium – Schwabing. Karierę piłkarską rozpoczął w juniorach Bayernu Monachium, w którym w 1934 roku przeszedł do profesjonalnej drużyny klubu, w który grał do zakończenia kariery piłkarskiej w 1947 roku, w którym jest uważany za najszybszego lewoskrzydłowego w historii klubu oraz najskuteczniejszym zawodnikiem w rozgrywkach Gauligi najpierw w okręgu Bawaria, a od 1941 roku w okręgu Südbayern (Bawaria Południowa) – mistrzostwo w 1945 roku oraz czterokrotnie 3. miejsce (1934, 1936, 1937, 1944).
5 lutego 1939 roku w finale Reichsbundpokal 1938/1939 rozegranym na Giesings Höhen w Monachium, reprezentując drużynę Bawarii, przegrał 1:2 z drużyną Śląska, a w 7 września 1941 roku przegrał w finale turnieju 1940/1941 0:2 z drużyną Saksonii, który został rozegrany na Stadion an der Planitzstraße w Chemnitz.
W czasie II wojny światowej był żołnierzem Wehrmachtu. Następnie wraz z Herbertem Mollem oraz z Jakobem Streitlem założył nową drużynę. W powstałej 1945 roku Oberlidze południowej w sezonie 1945/1946 rozegrał 30 meczów, w których zdobył 7 goli, a Bawarczycy zakończyli rozgrywki ligowe na 6. miejscu, natomiast w sezonie 1946/1947 rozegrał 15 meczów, w których zdobył 6 goli, a Bawarczycy zakończyli rozgrywki ligowe na 11. miejscu, po czym zakończył piłkarską karierę.

## Kariera reprezentacyjna
Natomiast w reprezentacji III Rzeszy w latach 1936–1937 rozegrał 8 meczów, w których zdobył 8 goli. Debiut zaliczył 25 sierpnia roku w wygranym 4:2 meczu towarzyskim z reprezentacją Rumunii, rozegranym na Steigerwaldstadion w Erfurcie, w którym w 78. minucie zdobył swojego pierwszego gola dla Die Mannschaft, przy stanie 3:2.
W swoim drugim meczu w Die Mannschaft, rozegranym 15 września 1935 roku na Richard-Lindemann-Sportplatz am Eckersberger Wald w Stettin zdobył dwa gole w wygranym 5:0 meczu towarzyskim z reprezentacją Estonii.
W 1936 roku wystąpił na igrzyskach olimpijskich 1936 w Berlinie, w których wystąpił tylko w meczu pierwszej rundy, w którym zdobył hat tricka w wygranym 9:0 meczu pierwszej rundy z reprezentacją Luksemburga (Simetsreiter długo był najmłodszym zawodnikiem w historii Die Mannschaft z hat trickiem) i tym samym drużyna Die Mannschaft awansowała do ćwierćfinału, w którym przegrała 0:2 z późniejszym brązowym medalistą turnieju – reprezentacją Norwegii, kończąc tym samym udział w turnieju.
Ostatni mecz w Die Mannschaft rozegrał 29 sierpnia 1937 roku na Horst-Wessel-Stadion w Królewcu w wygranym 4:1 przedostatnim meczu eliminacyjnym mistrzostw świata 1938 Grupy 1 z reprezentacją Estonii.

## Statystyki

### Reprezentacyjne
| Reprezentacja | Rok     | Mecze | Gole |
| ------------- | ------- | ----- | ---- |
| III Rzesza    | 1935    | 3     | 5    |
| III Rzesza    | 1936    | 3     | 3    |
| III Rzesza    | 1937    | 2     | 0    |
| Łącznie       | Łącznie | 8     | 8    |

| Mecze i gole w reprezentacji | Mecze i gole w reprezentacji | Mecze i gole w reprezentacji | Mecze i gole w reprezentacji | Mecze i gole w reprezentacji | Mecze i gole w reprezentacji | Mecze i gole w reprezentacji |
| Lp.                          | Data                         | Miasto                       | Przeciwnik                   | Wynik                        | Gole                         | Rozgrywki                    |
| ---------------------------- | ---------------------------- | ---------------------------- | ---------------------------- | ---------------------------- | ---------------------------- | ---------------------------- |
| 1.                           | 25.08.1935                   | Erfurt                       | Rumunia                      | 4:2                          | Gol                          | Mecz towarzyski              |
| 2.                           | 15.09.1935                   | Stettin                      | Estonia                      | 5:0                          | Gol · Gol                    | Mecz towarzyski              |
| 3.                           | 20.10.1935                   | Lipsk                        | Bułgaria                     | 4:2                          | Gol · Gol                    | Mecz towarzyski              |
| 4.                           | 27.02.1936                   | Lizbona                      | Portugalia                   | 3:1                          |                              | Mecz towarzyski              |
| 5.                           | 04.08.1936                   | Berlin                       | Luksemburg                   | 9:0                          | Gol · Gol · Gol              | Igrzyska olimpijskie 1936    |
| 6.                           | 07.08.1936                   | Berlin                       | Norwegia                     | 0:2                          |                              | Igrzyska olimpijskie 1936    |
| 7.                           | 25.06.1937                   | Ryga                         | Łotwa                        | 3:1                          |                              | Mecz towarzyski              |
| 8.                           | 29.08.1937                   | Königsberg                   | Estonia                      | 4:1                          |                              | El. Mundialu 1938            |

## Sukcesy
Bayern Monachium
- Mistrzostwo Gauligi: 1945
- 3. miejsce w Mistrzostwo Gaulidze: 1934, 1936, 1937, 1944

Bawaria
- Finał Reichsbundpokal: 1939, 1941

## Po zakończeniu kariery
Wilhelm Simetsreiter po zakończeniu kariery piłkarskiej nadal był związany z Bayernem Monachium, w którym m.in.: pełnił funkcję honorowego członka rady doradczej klubu. Zmarł 17 lipca 2001 roku w rodzinnym Monachium.